# Puiseux-le-Hauberger
Puiseux-le-Hauberger é uma comuna francesa na região administrativa de Altos da França, no departamento de Oise. Estende-se por uma área de 5,36 km². Em 2010 a comuna tinha 869 habitantes (densidade: 162,1 hab./km²).